# Šógi

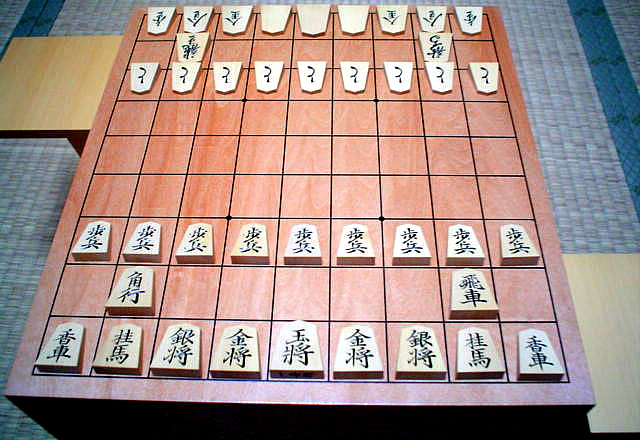
Tradiční šógi-ban (šógi deska) ukazující sestavu koma (kamenů). Kameny na vzdálené straně jsou v pozici, která ukazuje jejich povýšenou hodnotu, kameny na bližší straně mají základní výchozí hodnoty. Hrací deska je zvýšena pro větší pohodlí hráčů, kteří sedí na tatami rohožích, a po stranách stojí odkládací stoličky komadai pro zajaté kameny.

Šógi (japonsky: 将棋), nebo též japonské šachy, jsou nejpopulárnější variantou šachové hry v Japonsku. V Česku se také setkáme s anglickým názvem hry shogi, který je používán mezinárodně. V Japonsku je hra šógi velmi populární, počet amatérských hráčů přesahuje 10 milionů, profesionálních hráčů je přibližně 200. Slovo šógi v překladu znamená „hra generálů“: 将 šó znamená „generál“ nebo „velitel“, 棋 gi „desková hra“ (týž morfém 将 šó se vyskytuje rovněž ve slově 将軍 šógun – 軍 gun znamená „vojsko“, složenina šógun tedy znamená „velitel vojska, vojevůdce“).
Základní, nejrozšířenější a nejhranější variantou šógi je verze 9x9 polí (zde popisovaná). Existují ale i další varianty hry šógi.

## Pravidla hry

### Cíl hry
Cílem hry je teoreticky vzato zajetí krále protihráče, ačkoli v praxi hra končí matem nebo když je mat nevyhnutelný – stejná situace jako v klasických šachách.

### Výbava
Dva hráči, černý a bílý (nebo sente 先手 a gote 後手), hrají na desce obsahující malé čtverce (přesněji obdélníky) v mřížce 9 ranks (řádků) krát 9 files (sloupců). Čtverce nejsou barevně rozlišeny.
Každý hráč má sestavu dvaceti klínových kamenů nepatrně rozlišených velikostí. Kromě krále jsou nepřátelské kameny odlišné jen orientací, ne barvou ani jiným označením. Od největšího k nejmenšímu (od nejsilnějšího k nejméně silnému) se jedná o tyto kameny:
- 1 král
- 1 věž
- 1 střelec
- 2 zlatí generálové
- 2 stříbrní generálové
- 2 jezdci
- 2 kopiníci
- 9 pěšců

Některé názvy kamenů jsou zvoleny dle českého standardu, který odpovídá klasickým šachům, nejde o doslovné překlady z japonštiny.
Každý hrací kámen má svoji hodnotu napsanou na povrchu ve formě dvou japonských znaků (kandži), obvykle černým inkoustem. Na zadní straně, kromě krále a zlatého generála, je pak zobrazen jeden nebo dva znaky označující povýšenou hodnotu kamene – v amatérské verzi často v jiné barvě (obvykle červené). Pokud dojde k herní situaci, kdy může být kámen povýšen, jednoduše se otočí. Kameny dvou hráčů se neliší v barvě, ale jsou obráceny hrotem a sešikmenou stranou proti druhému hráči, tak je jednoznačně určeno komu který kámen patří.
Japonské znaky jsou však pro Evropana příliš složité pro zapamatování, což odrazovalo začátečníky od hlubšího zájmu o tuto hru. Proto byly tradiční hrací kameny „pozápadněny“ nebo „zmezinárodněny“ tak, že se japonské znaky nahradily ikonickými symboly. Toto značení se však příliš neujalo, protože tradiční kameny jsou také rozlišeny velikostí a pro vážného zájemce o hru není problém po krátké době naučit se je rozpoznávat. Krom toho většina literatury pro šógi používá při svém výkladu tradiční japonské značení, proto se „mezinárodní“ značení kamenů používá jen při výkladu pro naprosté začátečníky.
Následuje tabulka kamenů s tradiční symbolikou i s variantou mezinárodních verzí, jak se s nimi můžete setkat například na českém herním serveru BrainKing.com:
| Český název               | Tradiční verze            | Mezinárodní verze         | Kandži | Rómadži           | Zkratky | Zkratky     | Zkratky   |
| ------------------------- | ------------------------- | ------------------------- | ------ | ----------------- | ------- | ----------- | --------- |
| Král                      | Král                      | Král                      | 王将   | óšó (ōshō)        | K       | 王          | ō         |
| Věž                       | Věž                       | Věž                       | 飛車   | hiša (hisha)      | R       | 飛          | hi        |
| Povýšená věž              | Povýšená věž              | Povýšená věž              | 龍王   | rjúó (ryūō)       | +R      | 龍 nebo 竜* | ryū       |
| Střelec                   | Střelec                   | Střelec                   | 角行   | kakugjó (kakugyō) | B       | 角          | kaku      |
| Povýšený střelec          | Povýšený střelec          | Povýšený střelec          | 龍馬   | rjúme (ryūme)     | +B      | 馬          | uma       |
| Zlatý generál             | Zlatý generál             | Zlatý generál             | 金将   | kinšó (kinshō)    | G       | 金          | kin       |
| Stříbrný generál          | Stříbrný generál          | Stříbrný generál          | 銀将   | ginšó (ginshō)    | S       | 銀          | gin       |
| Povýšený stříbrný generál | Povýšený stříbrný generál | Povýšený stříbrný generál | 成銀   | narigin (narigin) | +S      | 全          | —         |
| Jezdec                    | Jezdec                    | Jezdec                    | 桂馬   | keima (keima)     | N       | 桂          | kei (kei) |
| Povýšený jezdec           | Povýšený jezdec           | Povýšený jezdec           | 成桂   | narikei (narikei) | +N      | 圭 nebo 今  | —         |
| Kopiník                   | Kopiník                   | Kopiník                   | 香車   | kjóša (kyōsha)    | L       | 香          | kyō       |
| Povýšený kopiník          | Povýšený kopiník          | Povýšený kopiník          | 成香   | narikjó (narikyō) | +L      | 杏 nebo 仝  | —         |
| Pěšec                     | Pěšec                     | Pěšec                     | 歩兵   | fuhjó (fuhyō)     | p       | 歩          | fu        |
| Povýšený pěšec            | Povýšený pěšec            | Povýšený pěšec            | と金   | tokin (tokin)     | +p      | と nebo 个  | to        |

* Kandži 竜 je zjednodušené 龍

### Hodnocení hráčů
Hráči jsou zařazeni od 15 kjú (kyū) do 1 kjú a pak od 1 dan (dan) a výše; jde o podobnou terminologii jako v karate a mnoho jiných umění v Japonsku. Profesionální hráči jsou řazeni ve svých vlastních kategoriích, od profesionální úrovně 4 dan až do úrovně 9 dan pro elitní hráče. Amatérské a profesionální úrovně jsou navzájem porovnatelné dle následující tabulky.

### Rozestavení kamenů
Při pohledu ze své vlastní strany stavíme herní kameny následujícím způsobem:
První řada:
- kopiník | jezdec| stříbrný generál | zlatý generál | král | zlatý generál | stříbrný generál | jezdec | kopiník

Druhá řada:
- druhá pozice zleva: střelec
- druhá pozice zprava: věž

Třetí řada:
- celá řada je zastavěna pěšci

Protihráč staví své kameny stejným způsobem ze svého pohledu, sestava je tedy zrcadlově obrácená, jen střelec stojí vždy proti věži a naopak.

### Hra
Hru začíná černý hráč (označení „černý a bílý hráč“ se používá jen pro usnadnění rozlišení dvou soupeřů, ve skutečnosti jsou stejné barvy), následně se oba hráči střídají ve hře vždy po jednom tahu. V jednom tahu může hráč přemístit nebo vložit jen jeden kámen (musí – nelze se vzdát tahu). Hra pokračuje tak dlouho dokud neskončí matem, popř. jeden z hráčů nevzdá hru nebo se soupeři nedohodnou na remíze.

### Pohyb a zajetí kamenů
Jestliže nepřátelský kámen zaujímá místo, které může být cílem přátelského kamene, může být zajat odsunutím z hrací desky a její místo zaujme přátelský kámen. Zajatý kámen získává hráč, který kámen zajal a odloží ho na plochu vedle hrací desky (tradičně na komadai) tak, aby měl i protihráč jasný přehled o tom, jaké kameny mu byly zajaty. Je zakázáno jakýmkoli způsobem zajaté kameny skrývat, trvale držet v ruce apod. Pohyb jakéhokoli kamene kromě jezdce není možný přes jiný přátelský i nepřátelský kámen, který stojí na trase možného pohybu.
Hráč nesmí během jedné hry s jedním kamenem dosáhnout stejné pozice 4x po sobě, aby tak způsobil věčný šach. Věčný šach není povolen.
Hráč není povinen táhnout kamenem, kterého se již dotkl.

### Pohyb základních kamenů

#### Král
Král se může přesunout o jedno pole kterýmkoli směrem, pokud mu v tom nebrání šach protihráče.

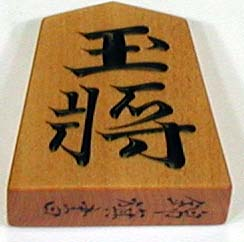
Král

|  |   |    |   |  |
|  | ○ | ○  | ○ |  |
|  | ○ | 玉 | ○ |  |
|  | ○ | ○  | ○ |  |
|  |   |    |   |  |

#### Věž
Věž se může přesunout o libovolný počet polí svislým nebo vodorovným směrem.

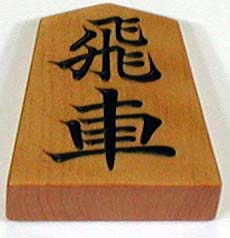
Věž

|   |   | │  |   |   |
|   |   | │  |   |   |
| ─ | ─ | 飛 | ─ | ─ |
|   |   | │  |   |   |
|   |   | │  |   |   |

#### Střelec
Střelec se může přesunout o libovolný počet polí šikmým směrem.

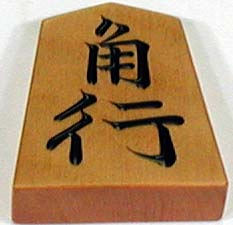
Střelec

| ＼ |    |    |    | ／ |
|    | ＼ |    | ／ |    |
|    |    | 角 |    |    |
|    | ／ |    | ＼ |    |
| ／ |    |    |    | ＼ |

#### Zlatý generál
Zlatý generál se může přesunout o jedno pole svisle nebo vodorovně libovolným směrem, nebo jedno pole šikmo pouze vpřed.

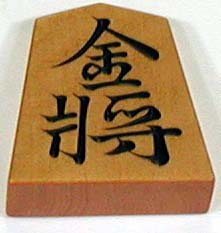
Zlatý generál

|  |   |    |   |  |
|  | ○ | ○  | ○ |  |
|  | ○ | 金 | ○ |  |
|  |   | ○  |   |  |
|  |   |    |   |  |

#### Stříbrný generál
Stříbrný generál se může přesunout o jedno pole šikmo libovolným směrem, nebo o jedno pole svisle pouze vpřed.

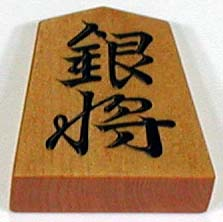
Stříbrný generál

|  |   |    |   |  |
|  | ○ | ○  | ○ |  |
|  |   | 銀 |   |  |
|  | ○ |    | ○ |  |
|  |   |    |   |  |

#### Jezdec
Jezdec skáče přes jedno pole vpřed svisle před sebou na následující pole šikmo do strany. Na rozdíl od jezdce v klasickém šachu se nemůže pohybovat jiným směrem než vpřed.

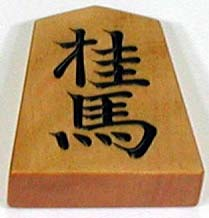
Jezdec

|  | ☆ |    | ☆ |  |
|  |   |    |   |  |
|  |   | 桂 |   |  |
|  |   |    |   |  |
|  |   |    |   |  |

#### Kopiník
Kopiník se může přesunout o libovolný počet polí svisle vpřed. Nemůže se pohybovat žádným jiným směrem.

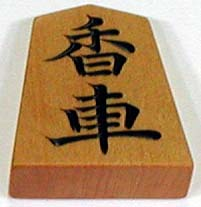
Kopiník

|  |  | │  |  |  |
|  |  | │  |  |  |
|  |  | 香 |  |  |
|  |  |    |  |  |
|  |  |    |  |  |

#### Pěšec
Pěšec se může přesunout o jedno pole svisle vpřed. Nemůže se pohybovat žádným jiným směrem.

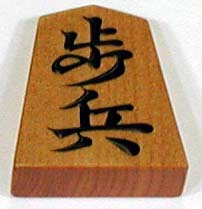
Pěšec

|  |  |    |  |  |
|  |  | ○  |  |  |
|  |  | 歩 |  |  |
|  |  |    |  |  |
|  |  |    |  |  |

### Povýšení kamenů
Pro každého z obou hráčů představují poslední tři nejvzdálenější řady herních polí tzv. zónu povýšení. Jsou to tři řady polí, ze kterých soupeř se svými kameny zahajoval hru. V okamžiku kdy se hráč s kamenem dostal na toto území, má možnost na konci téhož tahu rozhodnout se pro jeho povýšení – což provede otočením kamene a získá tak jeho nové vlastnosti. Má také možnost ponechat mu stávající hodnost; v tom případě se může rozhodnout k povýšení v kterémkoli dalším tahu, dokud se počáteční pozice před provedeným tahem nachází stále v zóně povýšení. Povýšení kamene je povinné pouze tehdy, pokud již tento ze své nové pozice nemá možnost dalšího pohybu, aniž by byl povýšen. Je to tedy pozice pro pěšce a kopiníky v poslední řadě polí, nebo pro jezdce předposlední a poslední řada polí.
Povýšení je trvalé dokud není kámen zajat; zajetím ztrácí svoji povýšenou hodnost a nabývá hodnosti původní.
|    |    |    |    |    |    |    |    |    |
|    |    |    |    |    |    |    |    |    |
|    |    |    |    |    |    |    |    |    |
|    |    |    |    |    |    |    |    |    |
|    |    |    |    |    |    |    |    |    |
|    |    |    |    |    |    |    |    |    |
| 歩 | 歩 | 歩 | 歩 | 歩 | 歩 | 歩 | 歩 | 歩 |
|    | 角 |    |    |    |    |    | 飛 |    |
| 香 | 桂 | 銀 | 金 | 王 | 金 | 銀 | 桂 | 香 |

### Pohyb povýšených kamenů

#### Povýšená věž
Povýšená věž se pohybuje jako věž nebo král, ale v každém tahu jen jedním z těchto dvou způsobů.

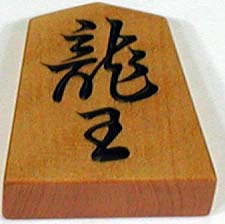
Povýšená věž

|   |   | │  |   |   |
|   | ○ | │  | ○ |   |
| ─ | ─ | 龍 | ─ | ─ |
|   | ○ | │  | ○ |   |
|   |   | │  |   |   |

#### Povýšený střelec
Povýšený střelec se pohybuje jako střelec nebo král, ale v každém tahu jen jedním z těchto dvou způsobů.

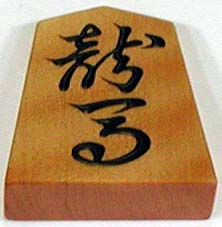
Povýšený střelec

| ＼ |    |    |    | ／ |
|    | ＼ | ○  | ／ |    |
|    | ○  | 馬 | ○  |    |
|    | ／ | ○  | ＼ |    |
| ／ |    |    |    | ＼ |

#### Povýšený stříbrný generál, jezdec, kopiník a pěšec
Povýšený stříbrný generál, jezdec, kopiník a pěšec ztrácí své dosavadní schopnosti pohybu a získávají vlastnosti zlatého generála.
|  |  |  |  |

|  |   |    |   |  |
|  | ○ | ○  | ○ |  |
|  | ○ | 金 | ○ |  |
|  |   | ○  |   |  |
|  |   |    |   |  |

Krále ani zlatého generála nelze povýšit.

### Vkládání kamenů do hry
Zajaté kameny jsou v šógi skutečně zajatými. Jsou to zajatci, kteří budou sloužit novému pánu a ten má nyní možnost vložit je zpět do hry na téměř libovolné neobsazené pole hrací desky. Učiní tak na úkor tahu kamenem, který se ve hře již nachází. Hráč tedy táhne kamenem nebo kámen vkládá – obojí během jednoho tahu nelze. Tato možnost je tím, co činí ze hry napínavý souboj plný zvratů až do konce.
Vložením kamene nelze zajmout jiný kámen, musí být vložen na neobsazené pole, lze však jeho vložením provést šach nebo dokonce mat. Vložení kamene má však v pravidlech také svá omezení:
- vložením pěšce nelze provést mat, na takové pole nesmí být pěšec vložen (ostatní kameny ano), nicméně v následujícím tahu po vložení již provést mat může
- pěšec nesmí být vložen do sloupce na kterém se již nachází jiný přátelský pěšec – v každém sloupci se po celou dobu hry může nacházet pouze jeden pěšec od každého z hráčů
- pěšec, jezdec a kopiník nesmí být vloženi na pole, ze kterého by neměli možnost dalšího pohybu (přátelské i nepřátelské figury v cestě se nepočítají) – pěšec a kopí tedy nesmí být vloženi na poslední řadu polí hrací desky, jezdec nesmí být vložen na předposlední a poslední řadu
- kámen vložený přímo do zóny povýšení nemůže být ihned v tomtéž tahu povýšen, tato možnost nastává teprve při dalším tahu

### Konec hry
Hráč, který zajme soupeřova krále, vyhrává hru. V praxi se však často stává, že jeden z hráčů hru vzdá pokud je zajetí jeho krále nevyhnutelné.
V profesionálních i vážných amatérských utkáních hráč, který provede nepovolený pohyb, prohrává bezprostředně.
Jsou ještě dva možné způsoby ukončení hry, i když velmi neobvyklé: opakování (千日手 sennichite) a slepá cesta (持将棋 jishōgi).
Opakováním hra skončí, jestliže stejná herní pozice nastane čtyřikrát po sobě – hra je ukončena remízou. Nicméně jestliže při této situaci nastal věčný šach, hráč který tuto situaci způsobil, prohrává.
Hra dosáhne slepé cesty, jestliže oba králové postoupili do zóny proměny tak, že ani jeden z hráčů nemá možnost dát mat a nemůže doufat, že získá nějaké další kameny. Jestliže tato situace nastane, o vítězi se rozhodne takto: zruší se všechny povýšené hodnosti a sečtou se body za jednotlivé kameny. Každá věž a střelec se počítá za 5 bodů a všechny ostatní kameny kromě králů po jednom bodu. Hráč, který má méně než 24 bodů, prohrává, jinak hra končí remízou.

## Handicapy
Hry mezi různě silnými hráči se často hrají s handicapy pro silnějšího z nich. V takové hře jsou některé kameny bílého hráče odstraněny před začátkem hry a bílý hru začíná. Odstraněné kameny již nejsou použity k další hře, nestávají se zajatými kameny černého hráče.
Běžné handicapy jsou tyto (seřazeny v rostoucí řadě od nejmenšího):
- levý kopiník
- střelec
- věž
- věž a levý kopiník
- věž a střelec
- čtyři kameny: věž, střelec a oba kopiníci
- šest kamenů: věž, střelec, oba kopiníci a oba jezdci
- osm kamenů: věž, střelec, oba kopiníci, oba jezdci a oba stříbrní generálové

Jiné handicapy jsou také možné, není však univerzálně stanovena jejich náročnost vzhledem k herním systémům.

## Notace
Metoda vycházející z českého jazyka pro popis tahů v šógi dosud nebyla definována, proto se v současné době používá notace vycházející z angličtiny, kterou v roce 1976 zavedl George Hodges. Je odvozena z algebraické notace v klasickém šachu, ale rozdílná v několika aspektech (viz tabulka výše). Nevychází z japonského jazyka, protože anglické výrazy pro hrací kameny neodpovídají přesně japonským znakům kandži.
Typický tah by mohl být označen např. P-8f. První symbol označuje kámen, kterým je taženo (P = pawn, pěšec). Povýšené kameny jsou označovány symbolem +, např. +P je povýšený pěšec. Následuje symbol označující druh pohybu:
- - pro jednoduchý pohyb
- x pro zajetí nepřátelského kamene
- * pro vložení kamene

Další dva symboly označují cílový čtverec – kombinace čísla sloupce a písmeno řádku. Pravý horní čtverec (z pohledu černého) je tedy označen 1a, levý dolní 9i – toto značení je založeno na japonské konvenci kde se např. 2c čtverec označuje 2三.
Jestliže je hráč v provedeném tahu oprávněn k povýšení kamene, napíše se za tento tah symbol symbol +, např. P-8c + , pokud je hráč oprávněn k povýšení, ale vzdá se této možnosti, píše se symbol =, např. P-8c =.
Jestliže je označení kamene dvojznačné a jednoduchým zápisem G-8f nelze jednoznačně určit o který z kamenů se jedná (dva zlatí generálové se mohou přesunout na stejný čtverec), přidává se k notaci označení výchozího čtverce, např. G8e-8f.
Tahy se počítají jako v šachu, zahájení hry může vypadat například takto:
```
 1. P-7f P-3d
 2. P-2f G-3b
 3. P-2e Bx8h+
 4. Sx8h S-2b

```

V handicapovaných hrách bílý začíná hru takže se první tah černého nahrazuje elipsou.

## Taktika a strategie
Šógi jsou podobné šachům, ale mají mnohem více herních možností. A to díky možnosti vložit zajatou figurku do hry. Ale i přes to, hra může být rozdělena na zahájení, hru a koncovku. Z toho každá část vyžaduje odlišnou strategii.
Zahájení ve hře šógi je obecně pomalejší nežli je tomu u šachů. To je zapříčiněno větší hrací plochou a méně pohyblivými figurami. Ale proto, že rychlý útok umožní pokládat zajaté figurky za hráčovy linie, je cílem zahájení vybudovat hrad se třemi generály. Existují dva druhy zahájení , které jsou typické ve hře Šógi – statická věž a pohybující se věž.
Protože pěšci útočí přímo a nemohou bránit jeden druhého, bývají často zajímáni v rané fázi hry, čímž se stávají municí pro takové útoky. Vložení zajatého pěšce za protihráčovu obranu, jeho povýšení na tokin (zlatý generál) a vložení druhého těsně za povýšeného pěšce, tak že jeden brání druhého, je silným útokem. Ohrožují celou protihráčovu obranu, ale je z takového útoku jen malý užitek, pokud selže a figury jsou zajaty.
Hráči, kteří vyrostli na mezinárodních šachách většinou málo používají možnost vložení figury do hry. A to je špatně, jelikož vkládání zajatých figur je celou polovinou hry. Jestliže má hráč více než dvě zajaté figury v ruce, je nanejvýš pravděpodobné, že opomíjí útoky vkládáním zajatých figur. Na druhou stranu je moudré ponechat si v ruce pěšce a často také vyměňovat figury, pokud nějakou chcete získat. V porovnání s mezinárodními šachy hráči Šógi více obětují figury (dokonce cenné), pokud to vede k zajetí figury, která je potřebná pro podpoření útoku, či jiné strategie.
Útočící figury mohou být jednoduše uvězněny za nepřátelskou linií tím, že protihráč vloží do hry pěšce na chráněné pole, čímž zamezí možnosti útěku. Z tohoto důvodu, věže, které mohou utéci pouze jedním směrem, jsou většinou drženy v bezpečné vzdálenosti v počátečních fázích hry a podporují z dálky útok slabších figur. Ale jakmile se hra otevře, povýšená věž je zvláště nebezpečnou figurou, pokud se dostane nepříteli do týla. Král je také velmi náchylný k tomu, aby byl zabarikádovaný svými vlastními pěšci bez možnosti úniku. Takže poslední záchranou krále je otevřít mu cestu mezi pěšci. Král je na volném prostoru více odolný proti šach-matu, zvláště pokud protihráč nemá ve hře dostatek figur pohybujících se o více než jedno políčko.
Mnoho počátečních útoků počítá s posunem stříbrného generála, ideálně pak pěšce, ve sloupci, který je krytý věží. Toto je nazýváno „climbing silver attack“. Protože stříbrní generálové mají více možností k ústupu, zatímco zlatí generálové lépe brání figury po svém boku, jsou považováni za útočné figury, zatímco zlatí generálové jsou figurami obrannými. Je tedy časté, že král je bráněn třemi generály, dvěma zlatými a jedním stříbrným.
Existují různé furibisha čili zahájení s podporou věže, kdy se věž posune do středu či na levou stranu hrací plochy, aby zde podpořila útok. Nejčastěji s úmyslem dovolit protivníkovi zaútočit, zatímco vy si připravujete lepší obranu a chystáte se na protiútok. Avšak věž je nejsilnější figurou na hrací ploše a tak poutá protivníkovu pozornost. Ve většině případů, zvláště pak u slabších hráčů, je proto dobré držet věž dále od krále. Ponechání krále na jeho počátečním místě (igyoku neboli sedící král) je obzvláště nebezpečné.
Posunutí pěšce před kopiníkem může otevřít dané křídlo útoku. A proto, když hráč poprvé posune pěšce před kopiníkem, je obvyklé, že protihráč odpoví posunutím protějšího pěšce, za účelem předejít komplikacím později během hry. Také to umožňuje králi útěk, pokud je napaden ze strany.
Protože obrana je při hře Šógi velmi důležitá, a protože jsou figury v této hře relativně pomalé, zahájení má tendenci být mnohem delší nežli je tomu u mezinárodních šachů. Běžně je pro rozestavění obrany potřeba tucet či více tahů a teprve poté dochází k prvnímu útoku. Existuje několik velmi silných obranných postavení, které jsou známy jako hrady.

### Hrad Yagura

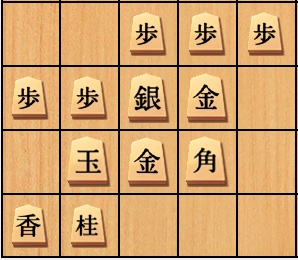
Hrad Yagura

Hrad Yagura je mnohými považován za nejsilnější obrannou pozici ve hře Šógi. Má velmi dobře bráněného krále, velmi dobře krytou řadu pěšců a střelec, věž a pěšec může později ve hře podpořit útok jezdce či stříbrného generála na původní straně věže. Je velmi těžké prolomit tento hrad zepředu, ale je zranitelný ze strany. Většinou se používá proti zahájení se statickou věží (ibisha), které zahrnuje posun pěšce před věží. Avšak protivník může lehce zaujmout stejné obranné postavení, čímž nedá ani jedné straně výhodu.
Zatímco pěšec před věží je posouván v tomto zahájení o dvě políčka (ve dvou tazích, samozřejmě), sousední pěšec před stříbrným generálem je posunut jen o jedno, čímž umožňuje jezdci a stříbrnému generálovi na straně věže pohyb kupředu. Tyto útočné tahy nejsou správnou součástí hradu Yagura, avšak posun pěšce o dvě políčka kupředu musí být učiněno brzy, dokud je na to prostor, takže k tomu často dochází během stavění hradu.
Existuje mnoho možností jakými tahy hrad Yagura postavit, a tyto možnosti zde nebudou vypsány. Jediné, co musíte mít na mysli je, že generálové by se měli pohybovat diagonálně, nikoli přímo kupředu. Existuje silná „mezipozice“ nazývaná kani (krab). Ta má tři pěšce na levé straně posunuté na jejich konečnou pozici v hradě Yagura, a v druhé řadě všechny čtyři generály vyrovnané vedle střelce, který je stále ve své počáteční pozici: |B|G|S|G|S|;
střelec,zlatý,stříbrný,zlatý,stříbrný. Král je posunut o jedno políčko doleva, za prostředního stříbrného generála.
Běžným útokem proti hradu Yagura je posunout koně na straně věže kupředu s pěšcem v ruce a napadnout hrad z jedné či druhé strany. Jestliže bránící odpověděl posunutím pěšcem před kopiníkem, pěšec v ruce útočícího může být vložen na místo protivníkova posunutého pěšce. Pokud se stříbrný generál již pohnul, nebo ještě není na svém místě, může být pěšec vložen i na jeho místo.

### Hrad Mino-Gakoi

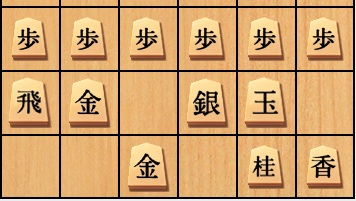
Hrad Mino-Gakoi

Obranná pozice, která je považovaná za lehčí pro začátečníky, ale stále populární i mezi profesionálními hráči. Král je umístěn na bezpečné pozici, zatímco tři generálové se navzájem dobře kryjí. Je někdy používán, pokud si hráč zvolí zahájení střelcem, namísto zahájení s pěšcem před věží.
Hrad Mino-Gakoi se dá zbudovat v šesti tazích. Není nutné dodržet uvedený sled:
1. posunout věž na levou stranu hrací plochy, nejlépe do čtvrtého sloupce. Tento tah musí být prvním.
2. Přesunout krále na původní místo věže. To zabere tři tahy.
3. Přesunout stříbrného generála vedle krále, tedy o jedno políčko kupředu.
4. Přesunout zlatého generála na levé straně diagonálně nahoru doprava, tak, že je chráněn druhým zlatým generálem, který se doposud nepohnul.
Další tahy, které mohou vylepšit pozici:
1. posunout krajního pěšce o jedno, nebo lépe o dvě políčka kupředu. Tím umožníte králi v koncovce uniknout.

### Obecné informace
- Shogi.net
- Chessvariants.org
- Shogi.cz – Informace, pravidla hry a spojení mezinárodního a japonského značení.

### Online herní servery
- BrainKing Archivováno 27. 9. 2020 na Wayback Machine.
- Kurnik.org
- Shogi Club 24
- Thai Board Games Online
- Game Courier